# Gabrielle
Louis Gabrielle Bobb (19 de julho de 1969) é uma cantora britânica.
Seus singles mais vendidos foram Out Of Reach (trilha sonora de Bridget Jones's Diary), Rise, Dreams e Why.
Gabrielle sofre se Ptose desde a infância, uma doença que causa a queda da pálpebra superior. Em público, ela cobre o seu olho com óculos de sol, uma pala, o cabelo ou chapéu. Na escola, sofreu de depressão, o que fez com que abandonasse os estudos para começar a cantar em nightclubs.

## Álbuns
| Álbum         | Detalhes do Álbum                                                                                | Melhores posições | Melhores posições | Melhores posições | Melhores posições | Melhores posições | Melhores posições | Certificações     | Vendas        |
| Álbum         | Detalhes do Álbum                                                                                | RU                | AUT               | ALE               | IRL               | HOL               | SUI               | Certificações     | Vendas        |
| ------------- | ------------------------------------------------------------------------------------------------ | ----------------- | ----------------- | ----------------- | ----------------- | ----------------- | ----------------- | ----------------- | ------------- |
| Find Your Way | - Lançamento: 18 de outubro de 1993 - Formato(s): CD, K7 - Gravadora(s): Polygram                | 9                 | —                 | 72                | —                 | 87                | —                 | - BPI: Ouro       | - : 100.000   |
| Gabrielle     | - Lançamento: 27 de maio de 1996 - Formato(s): CD, K7 - Gravadora(s): Polygram                   | 11                | —                 | —                 | —                 | 80                | —                 | - BPI: Platina    | - : 300.000   |
| Rise          | - Lançamento: 18 de outubro de 1999 - Formato(s): CD, K7 - Gravadora(s): Go Beat                 | 1                 | 17                | 19                | 6                 | 23                | 19                | - BPI: 4× Platina | - : 1.300.000 |
| Play to Win   | - Lançamento: 17 de maio de 2004 - Formato(s): CD, digital download - Gravadora(s): Universal    | 10                | 72                | 98                | 43                | —                 | 70                | - BPI: Ouro       | - : 100.000   |
| Always        | - Lançamento: 01 de outubro de 2007 - Formato(s): CD, digital download - Gravadora(s): Universal | 11                | —                 | —                 | 79                | —                 | —                 |                   | - : 30.000    |
| Under My Skin | - Lançamento: 17 de agosto de 2018 - Formato(s): CD, digital download - Gravadora(s): BMG Rights | 7                 | —                 | —                 | —                 | —                 | —                 |                   |               |